# Val-des-Prés
Val-des-Prés é uma comuna francesa na região administrativa da Provença-Alpes-Costa Azul, no departamento de Altos-Alpes. Estende-se por uma área de 44,77 km². Em 2010 a comuna tinha 650 habitantes (densidade: 14,5 hab./km²).